# Ery Costa
Ery Costa (Benguela, 1965/1966) é um actor angolano.  Integrou vários projectos de ficção como a série Voo Directo, Equador, Makamba Hotel e foi o guionista da série Os Primos. É ainda poeta, professor e rosto de várias campanhas publicitárias em Angola.

## Televisão
- Elenco Pincipal, Samuel Matshine em A Impostora, TVI 2016
- Elenco Principal, Roberto Cabral em Jikulumessu, TPA 2014/2015
- Elenco Principal, Xavier Voss em Windeck, TPA 2012
- Elenco Adicional, Ricardo em Voo Directo, RTP/TPA 2010
- Elenco Adicional, Segurança em Perfeito Coração, SIC 2009
- Elenco Principal, em Makamba Hotel, 2009
- Elenco Principal, Sansão em Equador, TVI 2008
- Participação, Ivan em Liberdade 21, RTP 2008
- Elenco Adicional, em Deixa-me Amar, TVI 2008
- Participação, Segurança da Discoteca em Morangos com Açúcar IV Verão, TVI 2007
- Elenco Adicional, Capanga de Viegas em Doce Fugitiva, TVI 2007
- Elenco Adicional, Pai de Patrícia e Lola em Morangos com Açúcar II, TVI 2004
- Elenco Adicional, Carlão em Saber Amar, TVI 2003
- Elenco Adicional, Segurança em Super Pai, TVI 2002